# Heřmaneč (Počátky)
Heřmaneč (německy Hermanitz) je malá vesnice, část města Počátky v okrese Pelhřimov. Nachází se asi 2,5 km na severovýchod od Počátek. V roce 2009 zde bylo evidováno 26 adres. V roce 2001 zde trvale žilo 13 obyvatel.
Heřmaneč leží v katastrálním území Heřmaneč u Počátek o rozloze 2,57 km2. V letech 1900 až 1960 byl samostatnou obcí.

## Další fotografie

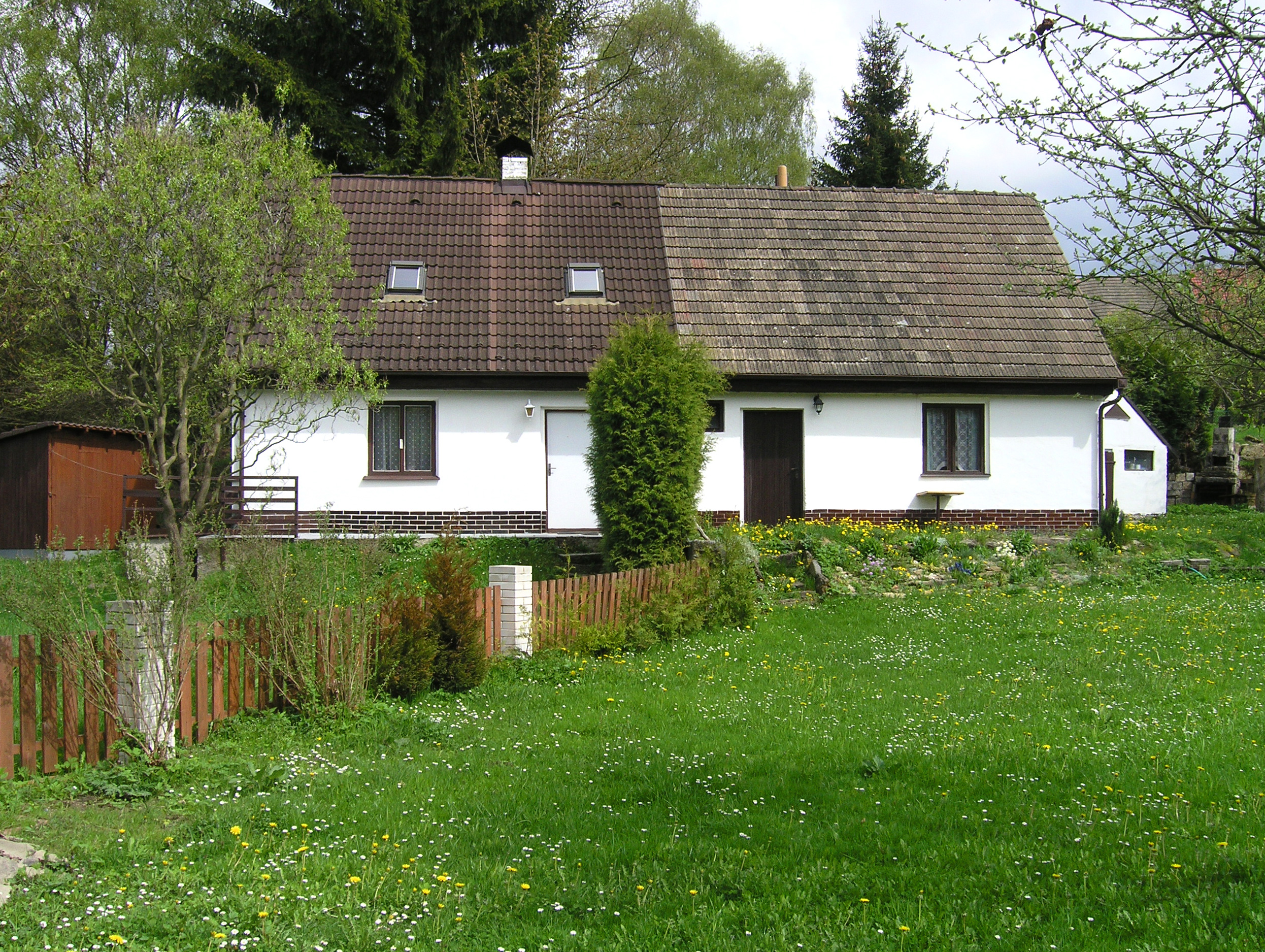
Chalupa v dolní části
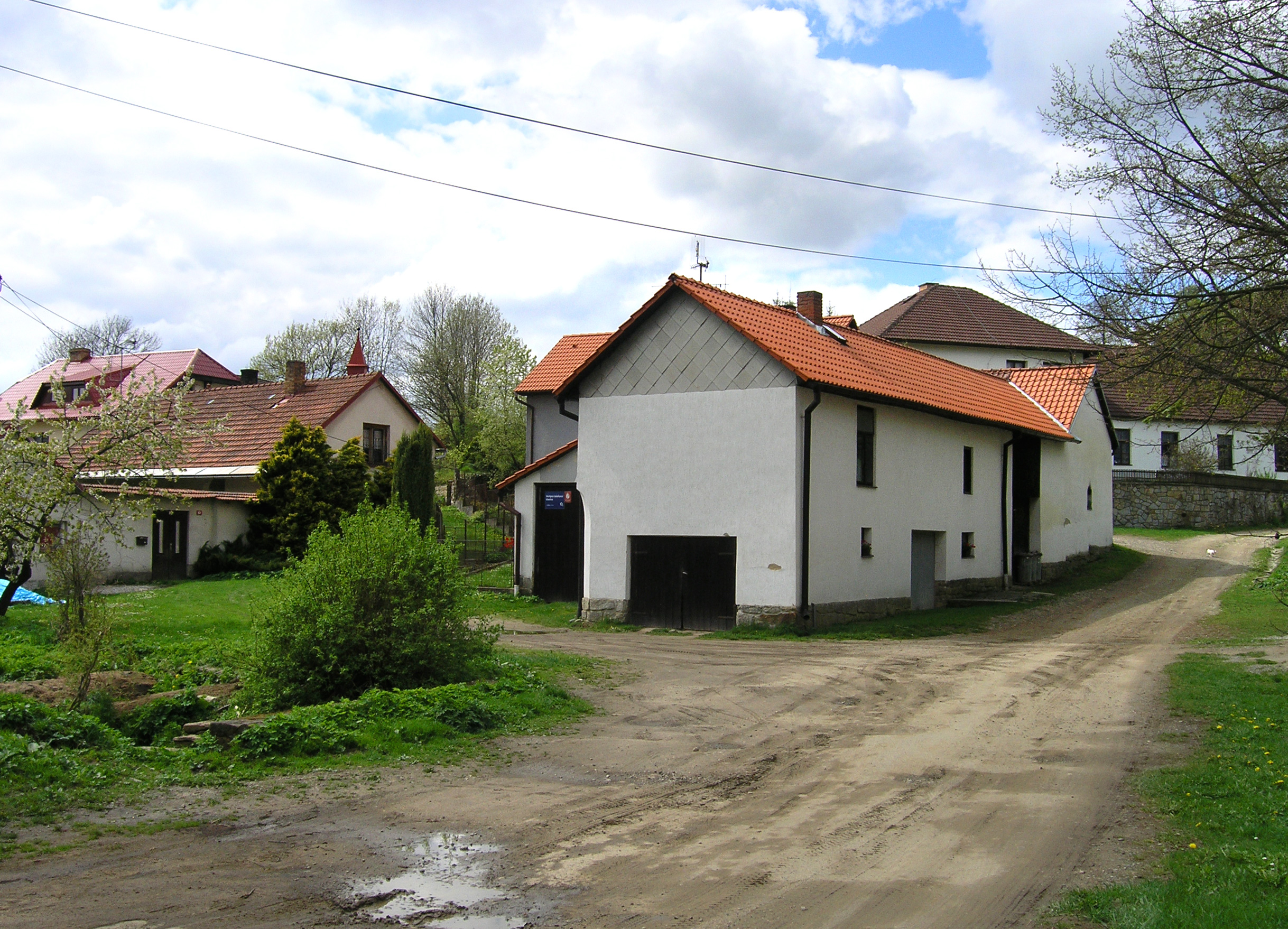
Příjezdová cesta